# Luciano Maiani

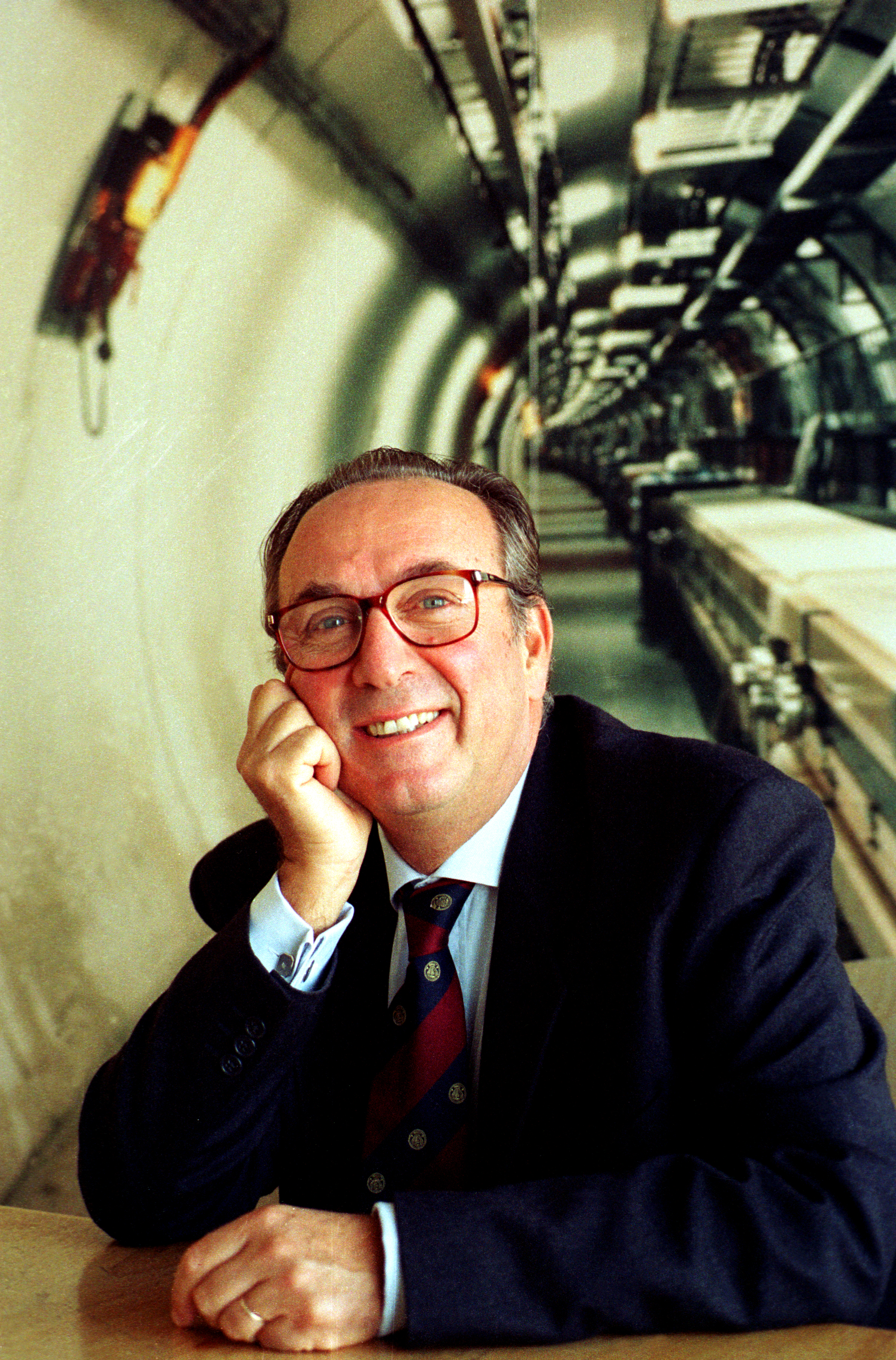
Luciano Maiani 1996

Luciano Maiani (* 16. Juli 1941 in Rom) ist ein italienischer Physiker, der sich mit Elementarteilchenphysik befasst.
Er erhielt 1964 sein Diplom (Laurea) in Physik. Danach arbeitete er mit der Gruppe von Raoul Gatto in Florenz und war 1969 als Post-Doktorand an der Harvard University (Lyman Laboratory of Physics). 1976 wurde er Professor an der Universität Rom und 1984 an der Universität La Sapienza in Rom. 1993 bis 1997 war er Präsident des Istituto Nazionale di Fisica Nucleare (INFN). 2008 bis 2011 war er Präsident des nationalen italienischen Forschungsrats, des Consiglio Nazionale delle Ricerche (CNR).
1977 war er Gastprofessor an der École normale supérieure und 1979 bis 1980 sowie 1985/86 Gastprofessor am CERN.
1970 begründete er zusammen mit Sheldon Lee Glashow und John Iliopoulos den sogenannten GIM-Mechanismus, welcher die Existenz des Charm-Quarks vorhersagte. Von ihm und Guido Altarelli stammen frühe Anwendungen der störungstheoretischen QCD, so unabhängig von und gleichzeitig mit Mary K. Gaillard und Benjamin W. Lee die Verstärkung der {\displaystyle \Delta I={\frac {1}{2}}} Matrixelemente nicht-leptonischer schwacher Zerfälle seltsamer Teilchen (wie Kaonen) durch QCD-Korrekturen als Schritt zur Erklärung der beobachteten, aber lange rätselhaften {\displaystyle \Delta I={\frac {1}{2}}}  Auswahlregel. Es folgte die Anwendung auf schwache nichtleptonische Zerfälle von Teilchen mit Charm (vor dessen Entdeckung). 1976 untersuchte Maiani die CP-Verletzung in Theorien mit drei Quark-Generationen und sagte ein kleines elektrisches Dipolmoment des Neutrons voraus. In den 1980er Jahren wandte er sich der QCD auf dem Gitter zu, unter anderem mit der Berechnung der Zerfallskonstanten von Mesonen mit Charm-Quarks und von B-Mesonen.
Von Januar 1999 bis Dezember 2003 war Luciano Maiani Generaldirektor des CERN. 1979 erhielt er die Mateucci Medaille, 2007 die Dirac-Medaille (ICTP), 2003 den Premio Enrico Fermi und 1987 den Sakurai-Preis. 2011 erhielt er den High Energy and Particle Physics Prize der EPS und 2013 den Bruno-Pontecorvo-Preis. Für 2022 wurde Maiani der Pomerantschuk-Preis zugesprochen.
1988 wurde er Mitglied der Accademia dei Lincei. Er ist Mitglied der Accademia Nazionale delle Scienze. 1991 wurde er Fellow der American Physical Society. 1999 wurde er zum auswärtigen Mitglied der Russischen Akademie der Wissenschaften gewählt.